# Clas Warholm

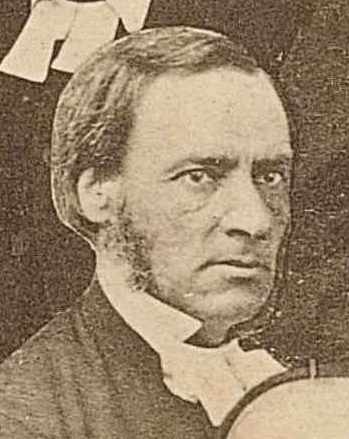
Clas Warholm. Detalj ur fotocollage från 1868.

Clas Warholm, född den 27 januari 1821 i Skara, död den 24 december 1891 i Lund, var en svensk teolog och universitetslärare. Han var sonson till Olof Warholm samt bror till Johan Wilhelm, Gottfrid och David Richard Warholm.
Warholm blev student vid Lunds universitet 1839 och filosofie magister där 1844. Han blev docent i exegetisk teologi 1848, varefter han ofta skötte professorsförordnanden. Prästvigd 1850, blev han 1856 adjunkt vid Lunds domkyrka och regementspastor vid Södra skånska infanteriregementet samt 1858 kyrkoherde i Slöta och Karleby pastorat av Skara stift. År 1867 utnämndes han till professor i dogmatik och moralteologi vid Lunds universitet samt till kyrkoherde i Husie prebendepastorat, vilket han 1872 utbytte mot Kärrstorps. År 1868 erhöll han teologie doktorsvärdigheten. Som ombud för sin fakultet bevistade han kyrkomötena 1873, 1883 och 1888. Från professorsbefattningen tog han avsked 1890. 
Edvard Magnus Rodhe skriver i Nordisk Familjebok: "W. utöfvade på de blifvande prästerna ett vidtgående inflytande genom sin varma, gammallutherska fromhet. Spekulativ begåfning saknade han, och hans dogmatiska undervisning blef därför af väsentligen reproducerande natur. Han lyckades emellertid klart få fram det fromhetslif, som uppbar de af honom älskade gammalortodoxerna. På det exegetiska området var han synnerligen hemmastadd och beläst. Hans mest bemärkta skrifter höra till detta område. Han förenade sin ortodoxa ståndpunkt med ett varmt missionsintresse, en för den tiden rätt ovanlig kombination."
Warholm författade bland annat Apostelen Johannis lära om Christi återkomst (1848), Är lutherska läran om Christi lekamens och blods närvaro i nattvarden äfven Skriftens? (1857), Om den heliga Skrifts inspiration (1866), Om l Joh. 5:7. Textkritisk undersökning (1881). Warholm utgav 1888 Nya testamentet på svenska (parallelltexterna av den nya och gamla bibelöversättningen) med textkritiska anmärkningar.
Clas Warholm är begravd på Östra kyrkogården i Lund.